# Шейх (фильм)
«Шейх» (англ. The Sheik) — американская приключенческая мелодрама режиссёра Джорджа Мелфорда 1921 года, экранизация одноимённого романа Эдит Мод Халл.

## Сюжет
В песках Сахары есть оазис — город Бискра, где богатые арабы выбирают себе невест и наложниц. Сюда прибыл и шейх Ахмед Бен Хасан — глава преуспевающего клана. Когда он увидел строптивую красавицу-англичанку Диану Мэйо, то с первого взгляда влюбился в неё и решил, что она станет его женой. Диана высокомерно не замечает красивого поклонника. Но однажды она отправилась в путешествие по пустыне в сопровождении одних арабов, и шейх похищает её.

## В ролях
- Рудольф Валентино — шейх Ахмед Бен Хасан
- Агнес Эйрс — Диана Мейо
- Рут Миллер — Зила
- Джордж Ваггнер — Юсуф
- Фрэнк Батлер — сэр Обри Майо
- Чарльз Бринли — Мустафа Али
- Люсьен Литтлфилд — Гастон — французский служащий
- Адольф Менжу — доктор Рауль де Сент-Юбер
- Уолтер Лонг — Омар
- Лоретта Янг — ребёнок (нет в титрах)
- Полли Энн Янг — ребёнок (нет в титрах)